# 美山村 (岡山県)
美山村（みやまそん）は、岡山県小田郡にあった村。現在の井原市の一部にあたる。

## 地理
吉備高原の最南端、美山川の最上流域に位置していた。

## 歴史
- 1889年（明治22年）6月1日、町村制の施行により、小田郡三山村、大倉村、東水砂村が合併して村制施行し、美山村が発足[1][2]。旧村名を継承した三山、大倉、東水砂の3大字を編成[2]。
- 1900年（明治33年）三山郵便局が開設し、1905年（明治38年）美山郵便局に改称した[2]。
- 1905年（明治38年）消防組合・青年団設立[2]。
- 1909年（明治42年）美山村信用販売購買利用組合設立[2]。
- 1912年（大正元年）養蚕組合設立[2]。
- 1914年（大正3年）煙草耕作組合設立[2]。
- 1921年（大正10年）自警団設立[2]。
- 1924年（大正13年）副業組合・婦人会設立[2]。
- 1925年（大正14年）処女会設立[2]。
- 1926年（大正15年）麦稈真田組合・養鶏組合設立[2]。
- 1954年（昭和29年）6月1日、小田郡堺村・宇戸村、川上郡日里村と合併し、町制施行し美星町を新設して廃止された[1][2]。合併後、美星町大字三山・大倉・東水砂となる[2]。

## 産業
- 農業、養蚕、葉煙草[2]

## 教育
- 1947年（昭和22年）美星中学校開校[2]